# 2018年梅竹賽
民國107年（2018年）戊戌梅竹賽為第五十屆國立清華大學與國立交通大學之間的梅竹賽，於該年3月2日至3月4日舉行。本屆賽事由國立清華大學主辦，國立交通大學協辦，賽事口號為「梅竹風雲半世紀，清交叱吒戊戌年」。賽事結果，國立清華大學以6比4獲得本屆總錦標。
本屆為梅竹賽五十週年，兩校校長賀陳弘及張懋中拍攝短片進行宣傳，開幕邀請新竹市副市長沈慧虹參與，並舉辦「梅竹回顧文物展」。

## 賽事結果

### 正式賽
| 項目   | 比賽日期     | 勝隊 | 備註                   |
| ------ | ------------ | ---- | ---------------------- |
| 男桌   | 2018年3月2日 | 清大 | 4：1，清大獲勝         |
| 男羽   | 2018年3月2日 | 交大 | 3：2，交大獲勝         |
| 橋藝   | 2018年3月3日 | 清大 | 51.73：28.27，清大獲勝 |
| 男網   | 2018年3月3日 | 交大 | 3：2，交大獲勝         |
| 棒球   | 2018年3月3日 | 清大 | 12：2，清大獲勝        |
| 女籃   | 2018年3月3日 | 清大 | 55：37，清大獲勝       |
| 男籃   | 2018年3月3日 | 交大 | 62：53，交大獲勝       |
| 棋藝   | 2018年3月3日 | 清大 | 4：2，清大獲勝         |
| 男排   | 2018年3月4日 | 交大 | 3：0，交大獲勝         |
| 女排   | 2018年3月4日 | 清大 | 3：1，清大獲勝         |
| 總錦標 |              | 清大 | 6：4，清大取得總錦標   |

### 表演賽
| 項目           | 比賽日期     | 勝隊 | 備註            |
| -------------- | ------------ | ---- | --------------- |
| 撞球           | 2018年3月2日 | 清大 | 3：0，清大獲勝  |
| 女桌           | 2018年3月2日 | 清大 | 3：0，清大獲勝  |
| 足球（一般組） | 2018年3月2日 | 交大 | 7：1，交大獲勝  |
| 足球（公開組） | 2018年3月2日 | 交大 | 7：1，交大獲勝  |
| 劍道           | 2018年3月2日 | 清大 | 7：4，清大獲勝  |
| 體資體保羽球   | 2018年3月3日 |      | 1：1，平手      |
| 圍棋           | 2018年3月3日 | 交大 | 6：5，交大獲勝  |
| 女網           | 2018年3月3日 | 清大 | 2：1，清大獲勝  |
| 飛鏢           | 2018年3月3日 | 交大 | 13：9，交大獲勝 |
| 壘球（一般組） | 2018年3月4日 | 清大 | 10：8，清大獲勝 |
| 壘球（公開組） | 2018年3月4日 | 交大 | 9：8，交大獲勝  |

## 爭議
梅竹賽開賽前夕，5名交大學生於3月2日凌晨至清大工程一館潑灑氨水，指是過去「夜襲」的傳統，經警衛制止後，交大學生道歉，交大校長張懋中並對此事致歉。